# Bulbostylis vestita
Bulbostylis vestita là một loài thực vật có hoa trong họ Cói. Loài này được (Kunth) C.B.Clarke mô tả khoa học đầu tiên năm 1900.